# Jacqueline de Chambrun
Jacqueline de Chambrun, née Jacqueline Retourné le 19 décembre 1920 à Casablanca et morte le 24 septembre 2013 à Marvejols, est une pédiatre et ancienne résistante française.

## Seconde Guerre mondiale
Sous le nom de Lieutenant Noëlle, elle rejoint le réseau Combat. Elle y rencontrera Gilbert de Chambrun qui deviendra son époux. Puis, recherchée par la Gestapo, elle gagne le maquis du Mont Mouchet.
Elle s'enrôle, pour la fin de la guerre, dans le 81e régiment d'infanterie.

## Les combats d'après guerre
Après la guerre, Jacqueline de Chambrun s'est engagée dans la lutte contre les inégalités sociales et pour des droits de la femme. Sous son impulsion est créé le premier centre de protection maternelle et infantile du département de la Seine-Saint-Denis.
Elle était membre de la Commission nationale consultative des droits de l’homme, ainsi qu'administratrice puis administratrice d'honneur du Secours populaire français.

## Postérité
En 2007, son petit-fils, le réalisateur et documentariste Axel Ramonet lui a consacré un film documentaire intitulé Jacqueline de Chambrun, sans jamais renoncer,.

## Distinctions
- Commandeur de la Légion d'honneur (2000)[9]